# Metadubbelgedraaide romboëdrisch icosidodecaëder
Een metadubbelgedraaide romboëdrisch icosidodecaëder is in de meetkunde het johnsonlichaam J74. Deze ruimtelijke figuur kan worden geconstrueerd door op een rombische icosidodecaëder twee vijfhoekige koepels J5 36° te draaien, die niet tegenover elkaar liggen.
De gedraaide romboëdrisch icosidodecaëder J72, de paradubbelgedraaide romboëdrisch icosidodecaëder J73 en de drievoudig gedraaide romboëdrisch icosidodecaëder J75 worden ook geconstrueerd door vijfhoekige koepels op een rombische icosidodecaëder te draaien, maar die lichamen zijn anders. Het gaat daarbij om een, twee en drie vijfhoekige koepels, die worden gedraaid.
- (en)  MathWorld. Metabigyrate Rhombicosidodecahedron.